# Fáskrúðsfjörður
Fáskrúðsfjörður (també conegut com a Buðir) és un poble d'Islàndia que forma part del municipi de Fjarðabyggð i que es troba en el fiord homònim de la regió d'Austurland, a l'est de l'illa. L'any 2013, el poble tenia 654 habitants.

## Història

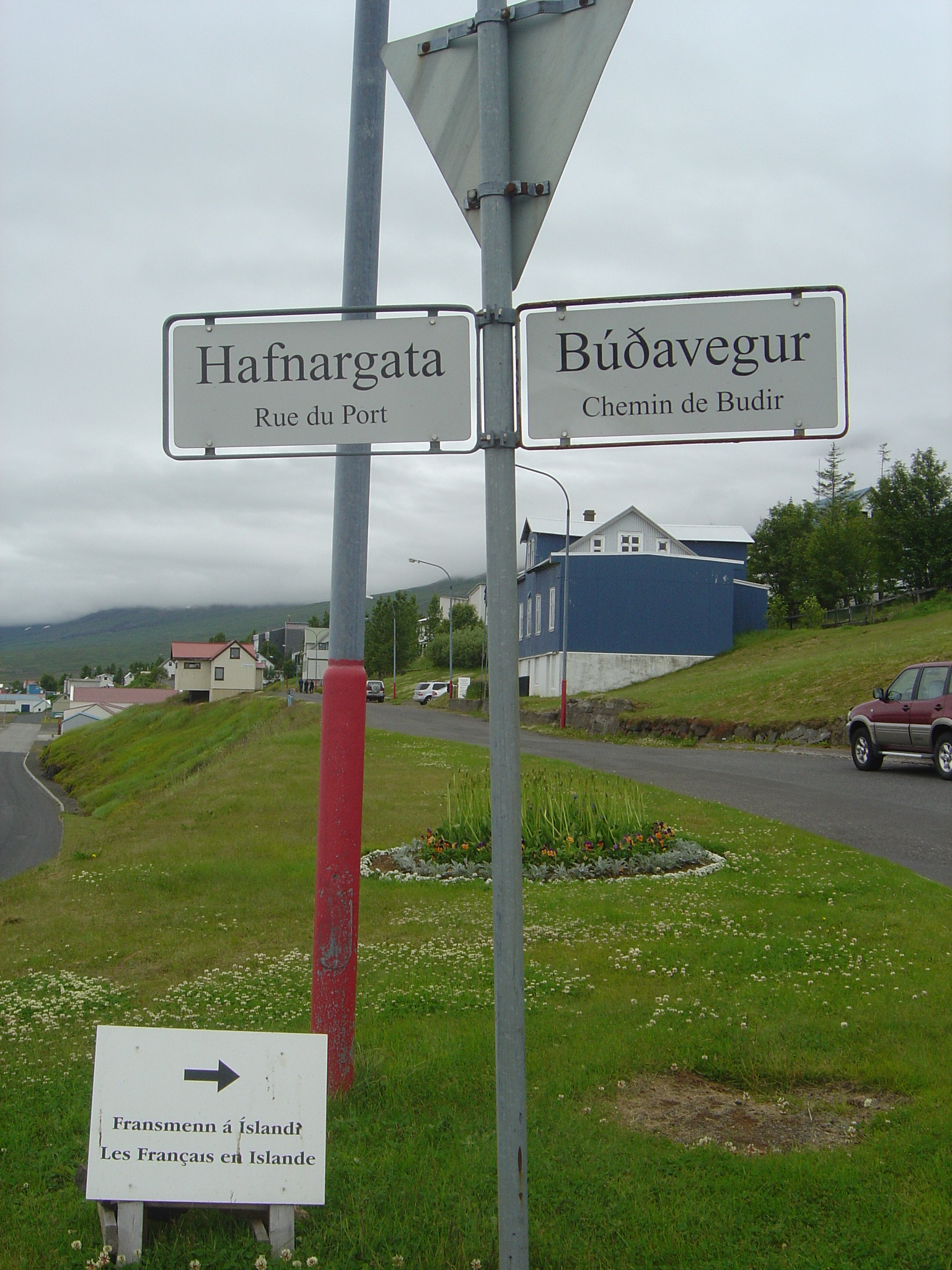
Senyalització bilingüe a Fáskrúðsfjörður

Aquest poble va acollir els mariners francesos que venien a pescar a les costes islandeses en un període que es va estendre des del segle xix fins al 1914. El poble compta amb un museu que recorda els lligams franco-islandesos locals. Els senyals de tràfic estan en tots dos idiomes: l'islandès i el francès. Entre 4000 i 5000 mariners francesos pescaven cada hivern a Islàndia.
Faskrudsfördur era un fiord on els pescadors francesos es trobaven amb una nau d'avituallament que venia directament de França, que els lliurava el correu, material, provisions i sal per tal de continuar la temporada de pesca. Aquest vaixell retornava el peix de la primera tanda de pesca a França. Aquesta pràctica va ser prohibida posteriorment per les autoritats daneses per limitar la durada i les captures de les goletes durant la temporada de pesca.

## Demografia
La següent taula mostra l'evolució de la població de Fáskrúðsfjörður en els últims anys:
| Any      | 1991 | 1996 | 2001 | 2004 | 2005 | 2006 | 2007 | 2008 | 2011 | 2012 | 2013 |
| Població | 757  | 657  | 570  | 613  | 623  | 611  | 674  | 697  | 660  | 662  | 654  |

## Galeria

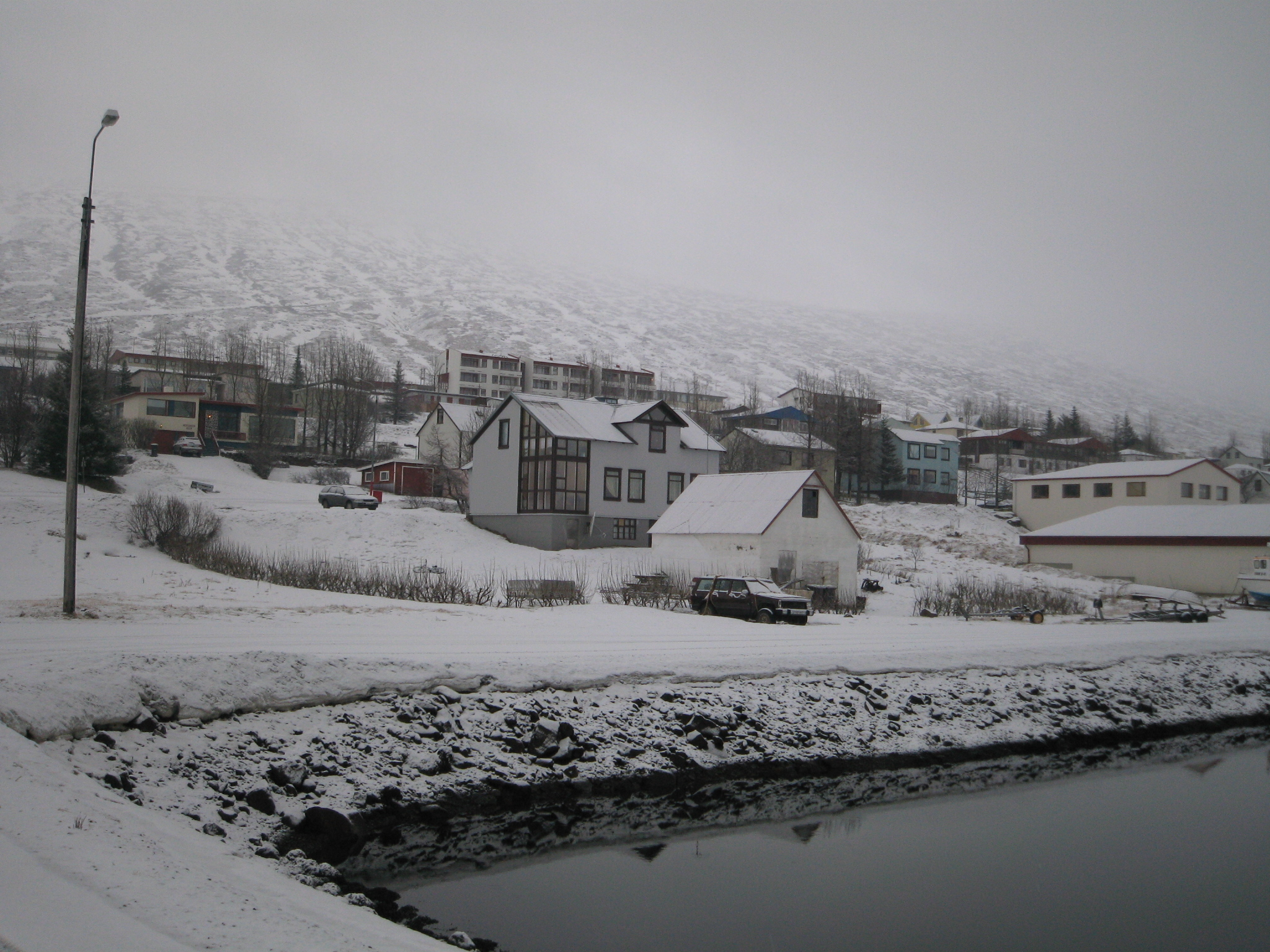
Hivern a Fáskrúðsfjörður
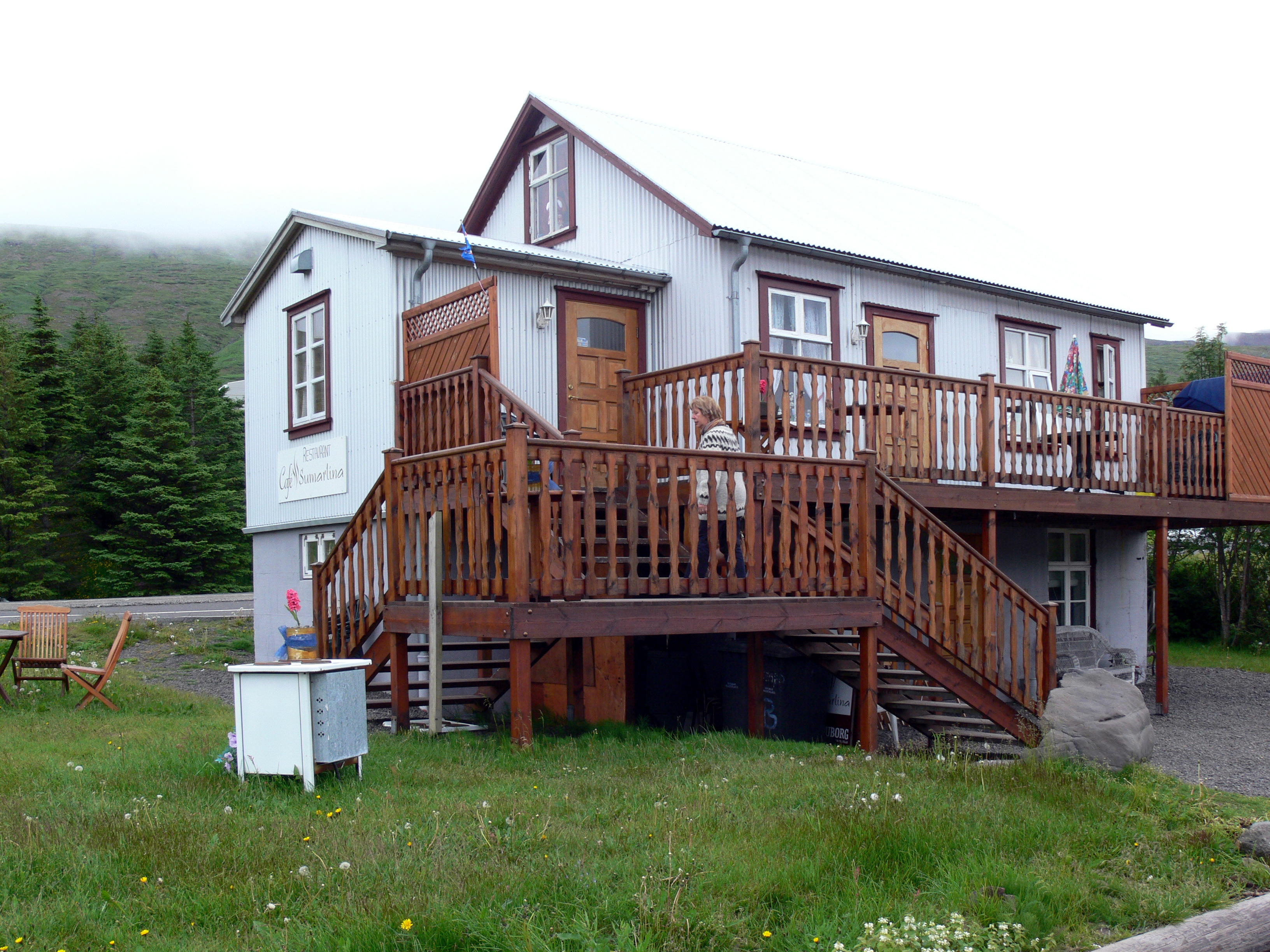
Restaurant Café Sumarlína
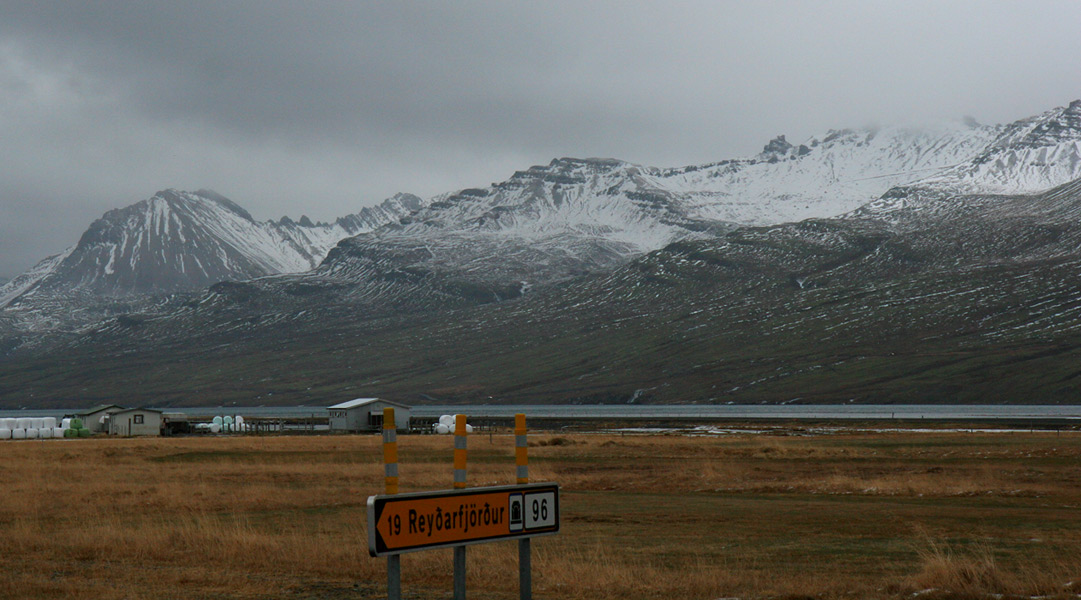
Vista panoràmica a prop de Fáskrúðsfjörður
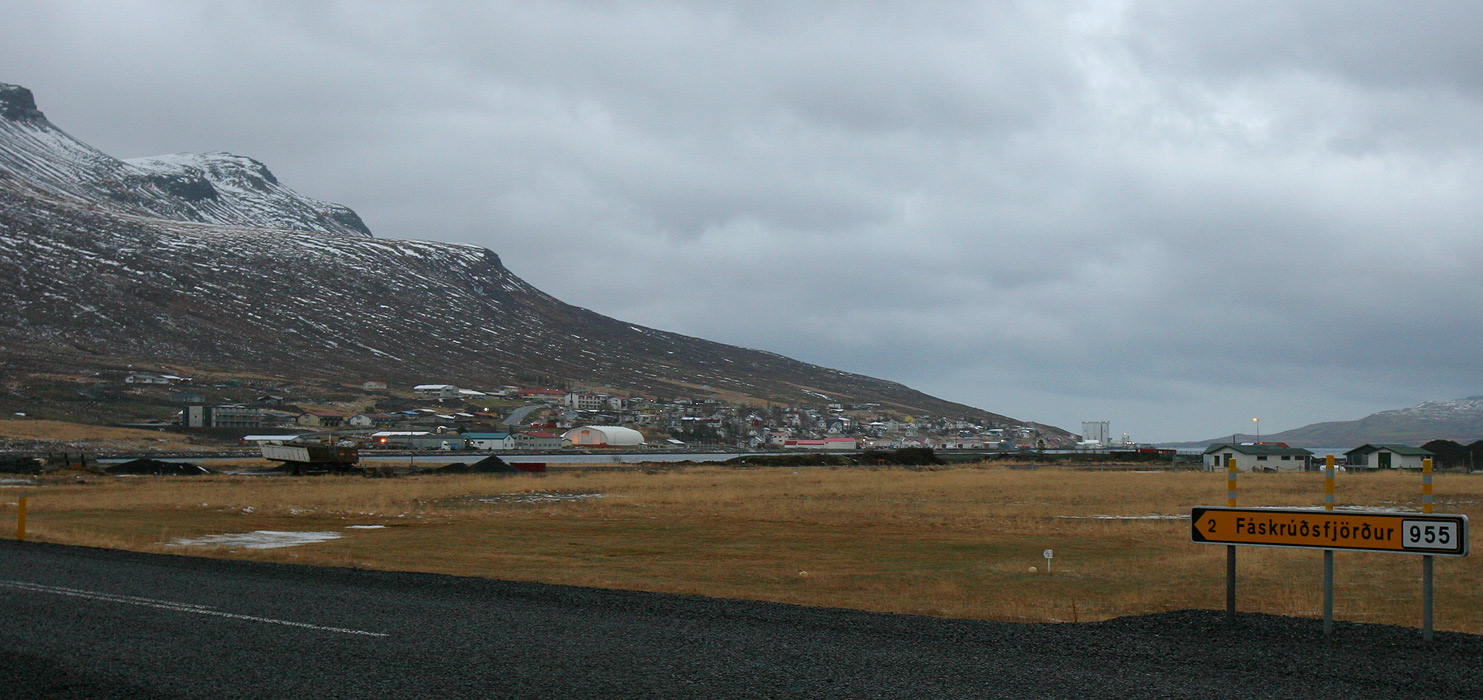
Est de Fáskrúðsfjörður
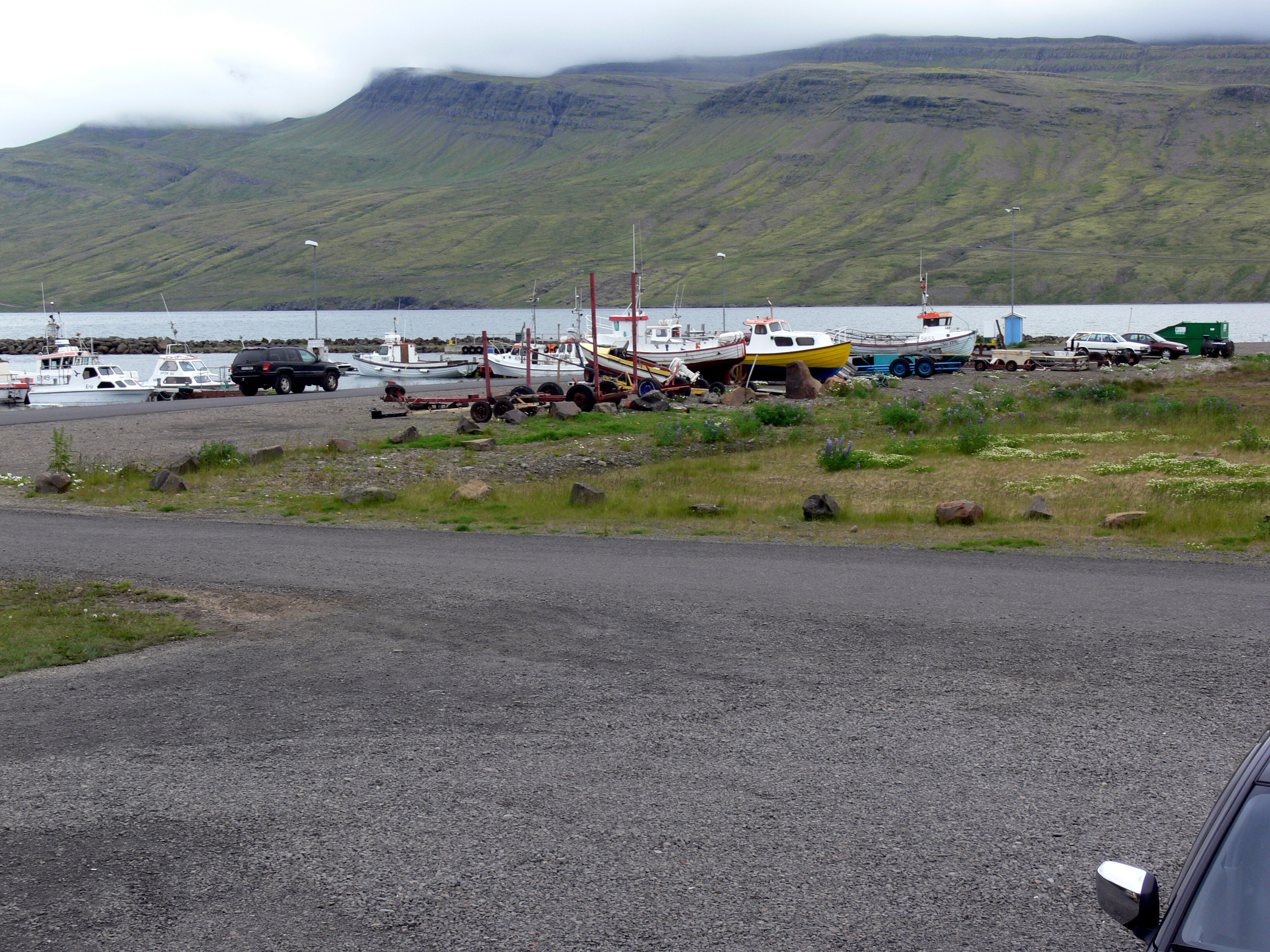
Vistes del port
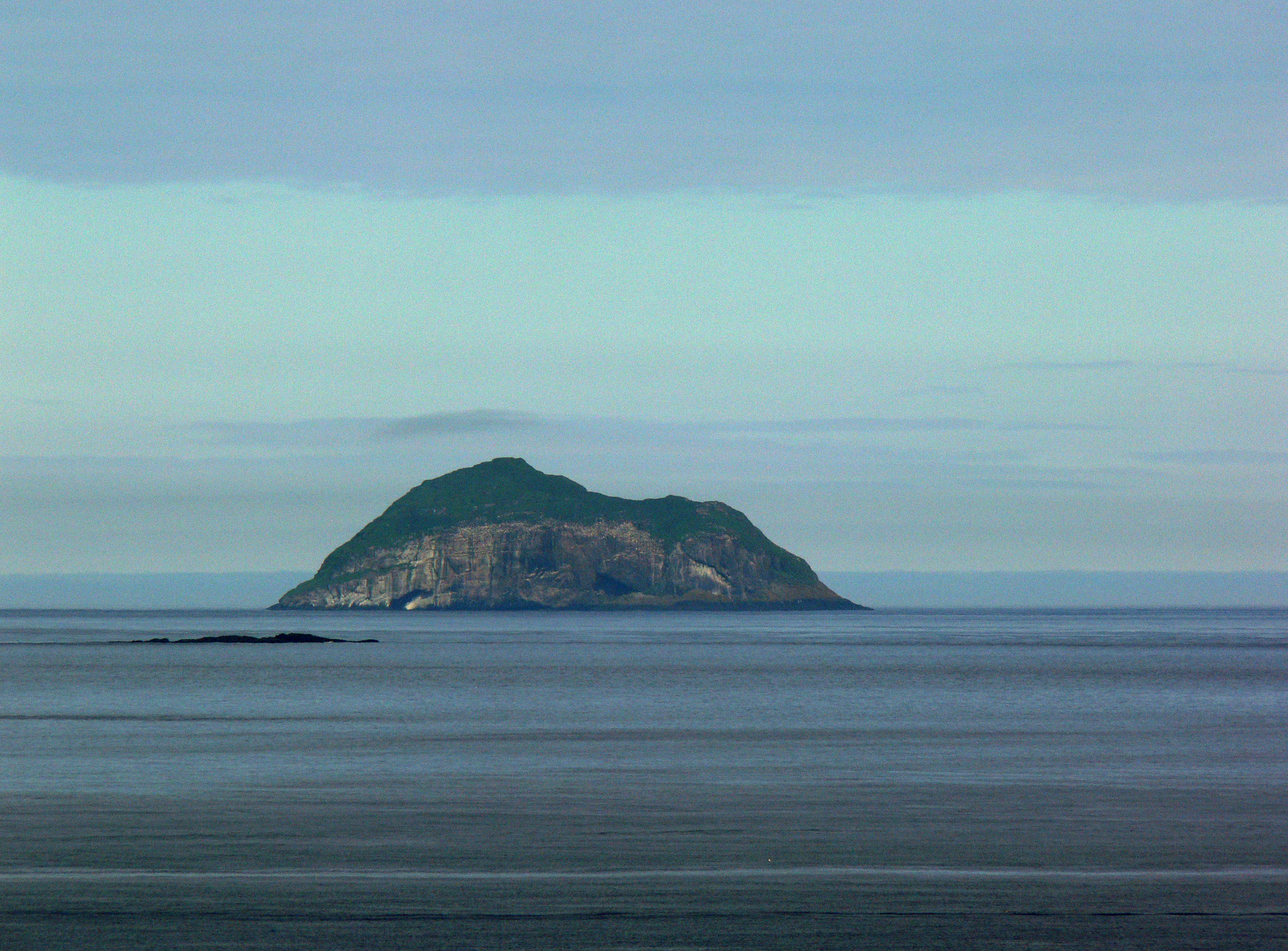
Skrúður, una illa rocosa propera a Fáskrúðsfjörður